# 谭文帮
谭文帮（1909年—1987年），中国人民解放军将领、中国人民解放军开国少将。
曾任中国人民解放军42军军政治部副主任。1955年，授予中国人民解放军少将。